# Полоцкая область
По́лоцкая о́бласть (бел. Полацкая вобласць) — административная единица на территории Белорусской ССР, существовавшая с 20 сентября 1944 года по 26 апреля 1954 года, когда была упразднена в ходе процесса укрупнения областей. Располагалась на севере республики.
Административный центр — город Полоцк.

## История
Образована 20 сентября 1944 года Указом Президиума Верховного совета СССР из частей Вилейской и Витебской областей. 9 сентября 1946 года территория трёх сельсоветов Ушачского района Полоцкой области была передана вновь образованному Улльскому району Витебской области.
8 января 1954 года Указом Президиума Верховного совета СССР область была упразднена. Административные районы вошли в состав Витебской (6 районов) и Молодечненской области (9 районов). 26 апреля 1954 года Верховный Совет СССР утвердил ликвидацию области.

## Административное деление
Полоцкая область насчитывала шесть городов, шесть городских посёлков, 217 сельсоветов, состояла из 15 районов:
- Освейский
- Браславский
- Ветринский
- Видзский
- Глубокский
- Дисненский
- Докшицкий
- Дриссенский
- Дуниловичский
- Миорский
- Плисский
- Полоцкий
- Россонский
- Ушачский
- Шарковщинский

## Руководители области

### Первые секретари обкома
- Яким Александрович Жилянин (Первый секретарь Полоцкого обкома КП(б) Белоруссии, 1944—1946)
- Алексей Ефимович Клещёв (Первый секретарь Полоцкого обкома КП(б) Белоруссии, 1946—1948)
- Иван Петрович Ганенко (Первый секретарь Полоцкого обкома КП(б) Белоруссии, 1948—1951)
- Дмитрий Васильевич Тябут (Первый секретарь Полоцкого обкома КП(б) Белоруссии, 1951—1954)

### Председатели исполкома
- Владимир Елисеевич Лобанок[4] (Председатель Полоцкого областного исполнительного комитета, 1944—1946)
- Степан Петрович Шупеня (Председатель Полоцкого областного исполнительного комитета, 1946—1954)

## Печать
- газета «Бальшавіцкі сцяг» (с ноября 1952 года — «Сцяг камунізму»)